# Mishmar-Hayarden
Mishmar-Hayarden (משמר הירדן) est une moshava située dans le Doigt de Galilée.
Elle est créée en 1884. L'achat du terrain, emplacement de la future moshava, est négocié par le rabbin Mordéhaï-Yitzhak Lovovsky qui baptise l'endroit "Rose du Jourdain". En 1890, Lovovsky vend la majorité de ses terres à David Shub, qui compte parmi les fondateurs de Rosh Pina. Ce dernier rebaptise le lieu "Mishmar-Hayarden", "car j'ai bâti une implantation près du pont qui traverse le Jourdain, face aux gardes de l'armée -(turque)-. pour cette raison je l'ai nommée "Mishmar-Hayarden" ("Gardien du Jourdain")."
Mishmar-Hayarden est une petite implantation, située aux pieds du plateau du Golan. Elle consiste alors en une rue centrale et quelques habitations faites de basalte gris. À l'est, elle est bordée par les eaux du Jourdain et fait face au Pont des Filles de Jacob, conduisant à Damas. Mishmar-Hayarden est le village agricole typique de Galilée à cette époque et le reste jusqu'à sa tragique fin, 64 années après sa création. Le dernier jour de combat, en 1948, le village n'est plus que ruines. Aujourd'hui se dresse un mémorial sur le lieu.
À la suite du vote de l'ONU en 1947, sur le partage de la Palestine, la situation sécuritaire du pays se dégrade. Les femmes et enfants sont alors évacués de Mishmar-HaYarden. Le jour de la création de l'État d'Israël en 1948, seules quelques dizaines de combattants restent encore sur les lieux. Les Syriens bombardent le village, puis le 5 juin, débute l'attaque syrienne pour la prise du pont des Filles de Jacob. Mishmar-Hayarden tombe après six jours de combats sanglants où tombent 14 de ses membres, 39 survivants étant envoyés comme prisonniers de guerre en Syrie. Durant plus d'un an, l'endroit reste sous domination syrienne. Au lendemain du cessez-le-feu signé par Israël et la Syrie, les prisonniers sont libérés, et trois mois plus tard les terres désolées de Mishmar-Hayarden retournent aux mains d'Israël.
Un nouveau moshav Mishmar-Hayarden est créé après la Guerre d'Indépendance à deux kilomètres du village initial. Sur le site initial, est fondé plus tard le kibboutz de Gadot.   
- Liste des fondateurs du moshav Mishmar-Hayarden : Haïm Gelbgisser, Haïm-Yossel Teitelboïm, Tzvi Schneider, Yitzik Mévinstir, Shlomo-Lévi Grosmann, Yaakov-Tzvi Feiglin, et les jeunes gens Weisblit, Websler, Lévin, Vorhaptig, Balashnikov, Lipshitz, Kantor, Herzog, Segal, Tamari, Lovovsky, Shour, Schneidmann, le pharmacien et rabbin Moshé Louria, Rosenthal, Lerner, Garbovsky, Teuster, Halperin, Schwartz, Pinkler, Elfassi, Batgard et Cohen.